# Línguas mascoianas
As línguas mascoianas ou lengua-mascoy formam uma família de línguas ameríndias do Chaco do Paraguai.

## Línguas
- Emok
- Guaná
- Enxet
- Enlhet
- Sanapaná
- Maskoy